# 意大利淪陷區

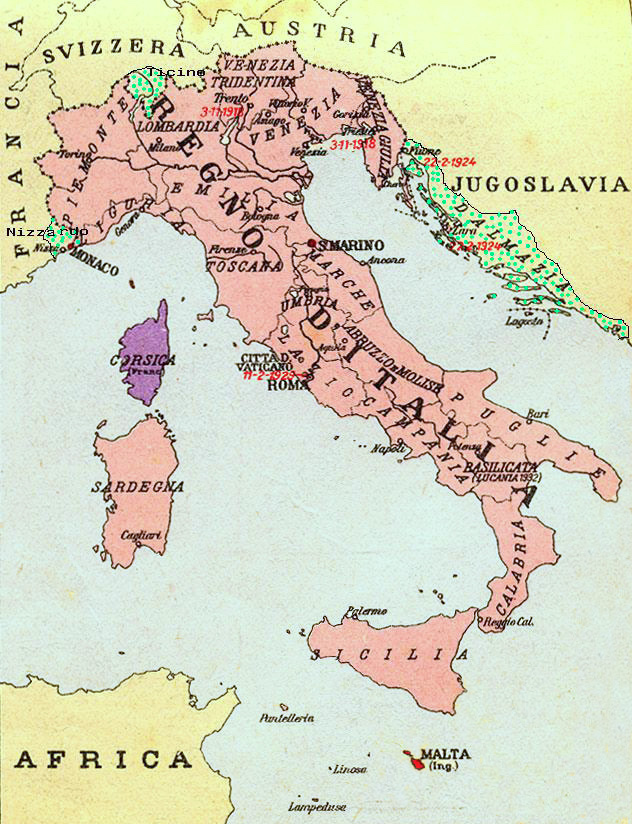
1930年代民族統一主義者宣稱屬於意大利的領土。綠：尼斯、提契諾與達爾馬提亞；紅：馬爾他；紫：科西嘉。

尚未收復的意大利是義大利在意大利統一後於19世紀末至20世紀初的民族統一主義（收復故土主義）運動，主張將位於各地說意大利語的民族統一起來，受義大利管轄統治，因此需要以國家政府的力量將其他說意大利語的地區併入其版圖。此運動又稱為“意大利领土收复主义”。第一次世界大戰後，意大利得到的里雅斯特、戈里齊亞、伊斯特拉半島和扎拉，意大利民族統一主義取得重要結果。

## 起源
此運動公開宣稱，其目標是要解放意大利統一後仍然受外國控制的意大利領土。民族統一主義者以語言來證明要解放的地區應當屬於意大利，例如意大利语在特倫蒂諾、的里雅斯特、伊斯特拉半島、戈里齊亞、提契諾、尼扎（尼斯）、科西嘉島和馬爾他廣泛使用。
奥匈帝国在達爾馬提亞和伊斯特拉半島推動克羅地亞人的利益，以弱化意大利對巴爾幹半島的領土宣稱。

## 激進運動
1878年7月21日，一場吵鬧的公眾集會在罗马舉行。朱塞佩·加里波第之子梅諾蒂·加里波第（Menotti Garibaldi）擔任該論壇的主持。人民发出呼聲，希望有支持者組織軍隊，征服特倫蒂諾。當時，意大利首相贝内德托·凯罗里以忍讓態度對待這場運動。然而，這場運動流於空談，因為大部分意大利人都不希望貿然挑戰奧匈帝國，更遑論為了尼斯、科西嘉島和馬耳他而攻擊法国和英国。
民族統一主義思想在意大利以外的結果，就是於1882年在的里雅斯特發生、企圖刺殺奧地利皇帝弗朗茨·約瑟夫一世的事件。這次陰謀遭到奧地利政府的偵查，行刺者古列爾莫·奧貝丹（Guglielmo Oberdan，的里雅斯特和奧地利公民）被處以絞刑。在意大利，左派的共和黨人和社會黨人發動民族統一主義運動，結果被阿戈斯蒂諾·德普雷蒂斯有效地以警力控制。
1881年，法國佔領突尼斯，並使突尼西亞成為其保護國，令法國與意大利關係變差。這使民族統一主義運動遭受挫折。意大利為了得到支持，與奧匈帝國和德國結盟，在翌年組成三國同盟。

## 民族統一主義的結果

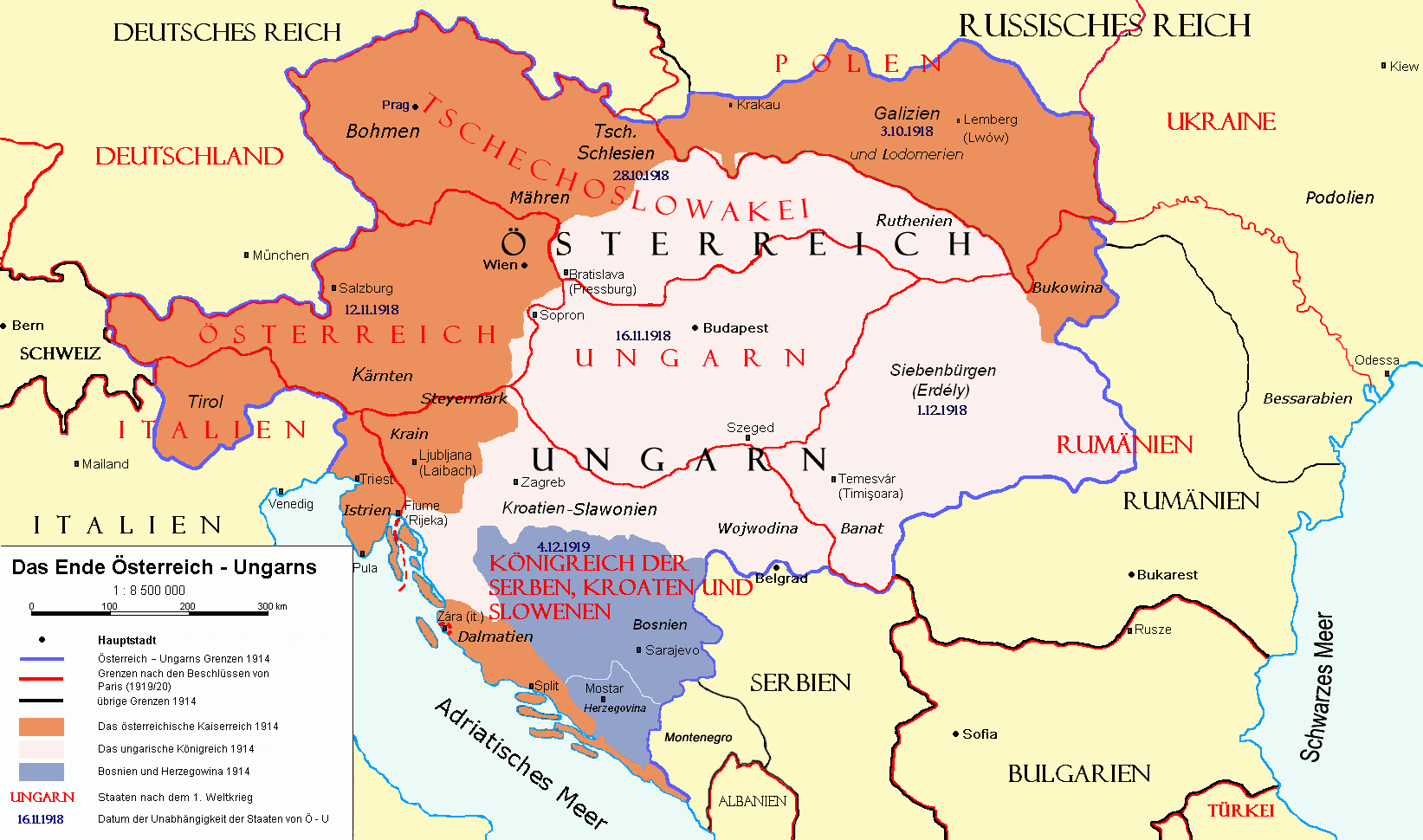
一戰後，根據聖日耳曼條約，意大利獲得奧匈帝國西南部一些沿海領土。

1915年，意大利簽署了倫敦條約，並加入第一次世界大战，以期奪得外國統治、屬於意大利的領土。一些意大利裔的奧匈帝國公民加入意大利軍隊，跟奧匈帝國戰鬥，以解放其領土，例如切薩雷·巴蒂斯蒂（Cesare Battisti）、納扎里奧·紹羅（Nazario Sauro）、達米亞諾·基耶薩（Damiano Chiesa）和法比奧·菲爾齊（Fabio Filzi）等人被逮捕和處決。
第一次世界大戰的結果和聖日耳曼條約之簽訂，令意大利實現很多倫敦條約界定的領土要求，得到特倫蒂諾、的里雅斯特和伊斯特拉半島。不過，在達爾馬提亞，意大利只能獲得扎拉這一個城市。居民大多屬於意大利裔的阜姆則引起爭議（參看義大利卡爾納羅攝政領、拉帕洛條約和1924年羅馬條約）。
加布里埃萊·鄧南遮採取的主張，令他暂时成為意大利的敵人。喬瓦尼·焦利蒂所領導的政府十分腐败。面對這狀況，鄧南遮的用意是藉著其在統治阜姆時率先採用的社團主義，促進民族主義重新興起。而且，當“被出賣的意大利”並未獲得所有應得的領土，墨索里尼為首的法西斯主义者便致力使其思想恍如戰爭英雄主義的自然結果，並佔用了阿迪蒂突擊隊士兵的形象。

## 法西斯主義與第二次世界大戰

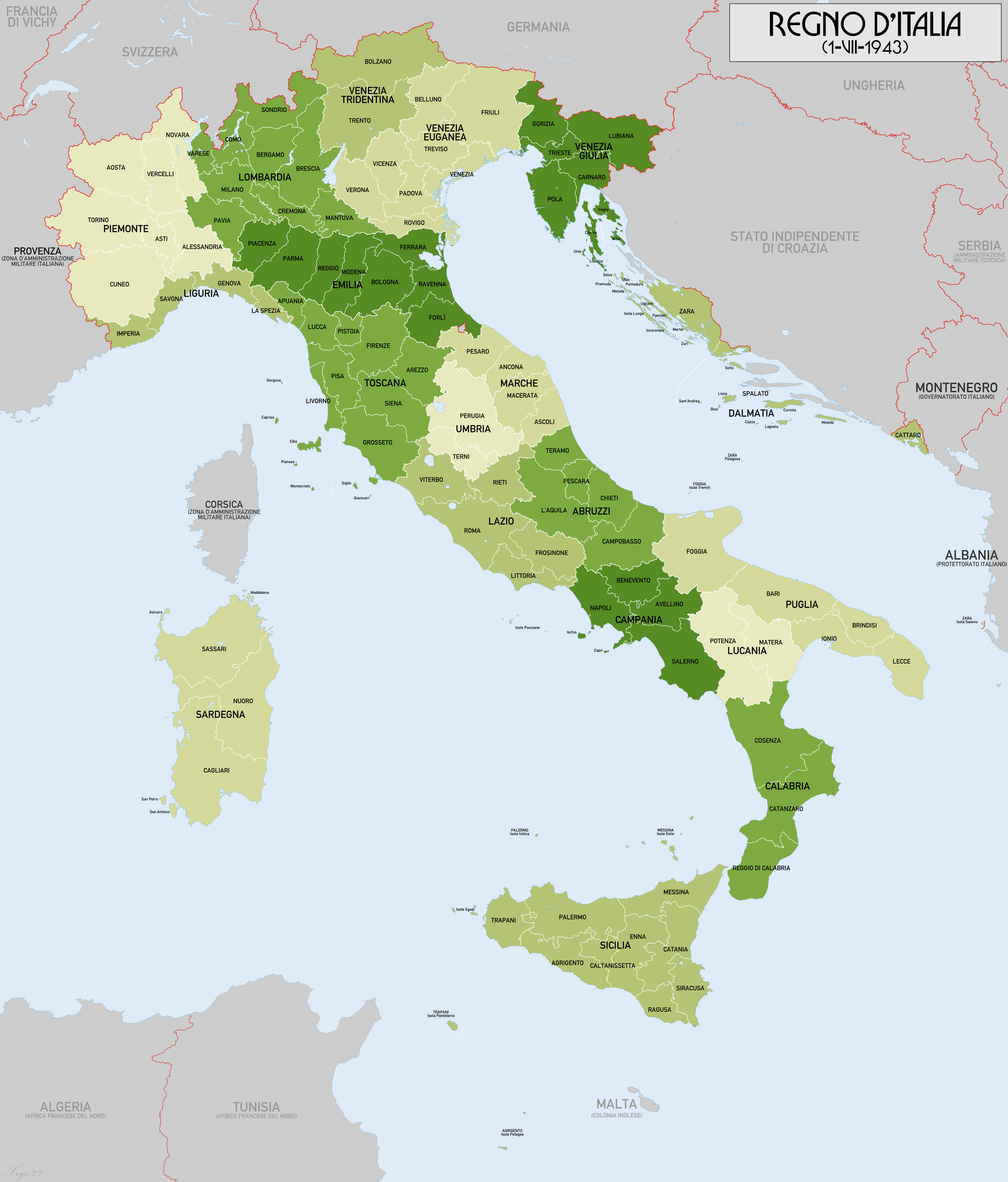
1943年的意大利王國，收復了尼斯和部份邊境地區、部份達尔馬提亞

阜姆居民歡迎加布里埃爾·鄧南遮及其義大利收復故土的"部隊", 1919年9月。在總人口數35,839的阜姆（里耶卡）有 22,488義大利人.

法西斯主義興起的義大利承接戰爭勝利的英雄主義，而收復故土主義的主張擴張成為重新掌握地中海區域的法西斯義大利欲望，第二次世界大戰期間，義大利王国透過法國戰役，收復了尼斯和部份邊境地區，在1942年更進一步佔領了法國東南部領土及科西嘉島；1941年在南斯拉夫战役收復了達尔馬提亞、阜姆等地，更獲得了斯洛文尼亞西部和蒙特内哥罗。但瑞士的提契諾因納粹德國沒有入侵瑞士而未收復。儘管義大利空軍在戰時不斷轟炸圍攻馬耳他，但在英軍及馬耳他人的抵抗而未能收復。

## 領土分配
意大利在1919年獲得的領土，現時只有特倫蒂諾、戈里齊亞省和的里雅斯特省仍屬之。

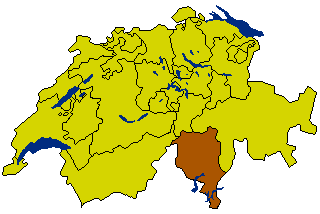
提契諾一直是瑞士的州份。
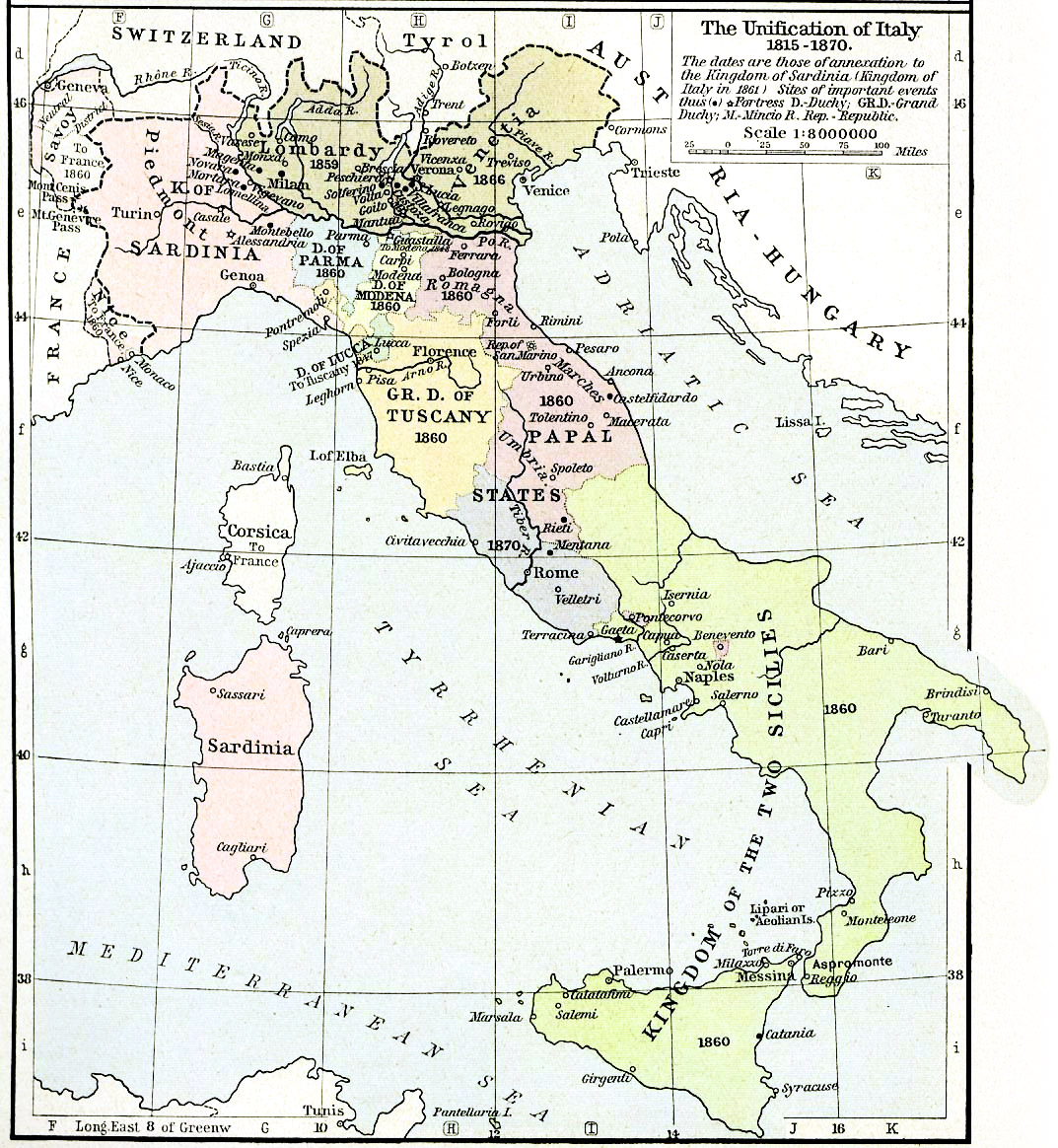
1870年意大利統一。尼斯已於1860年由薩丁尼亞王國割讓予法國；科西嘉島一直為法國所有。馬耳他一直是英國殖民地，直到1964年獲得獨立。
特倫蒂諾，今意大利特倫蒂諾-上阿迪傑大區（1919至47年時稱為）。
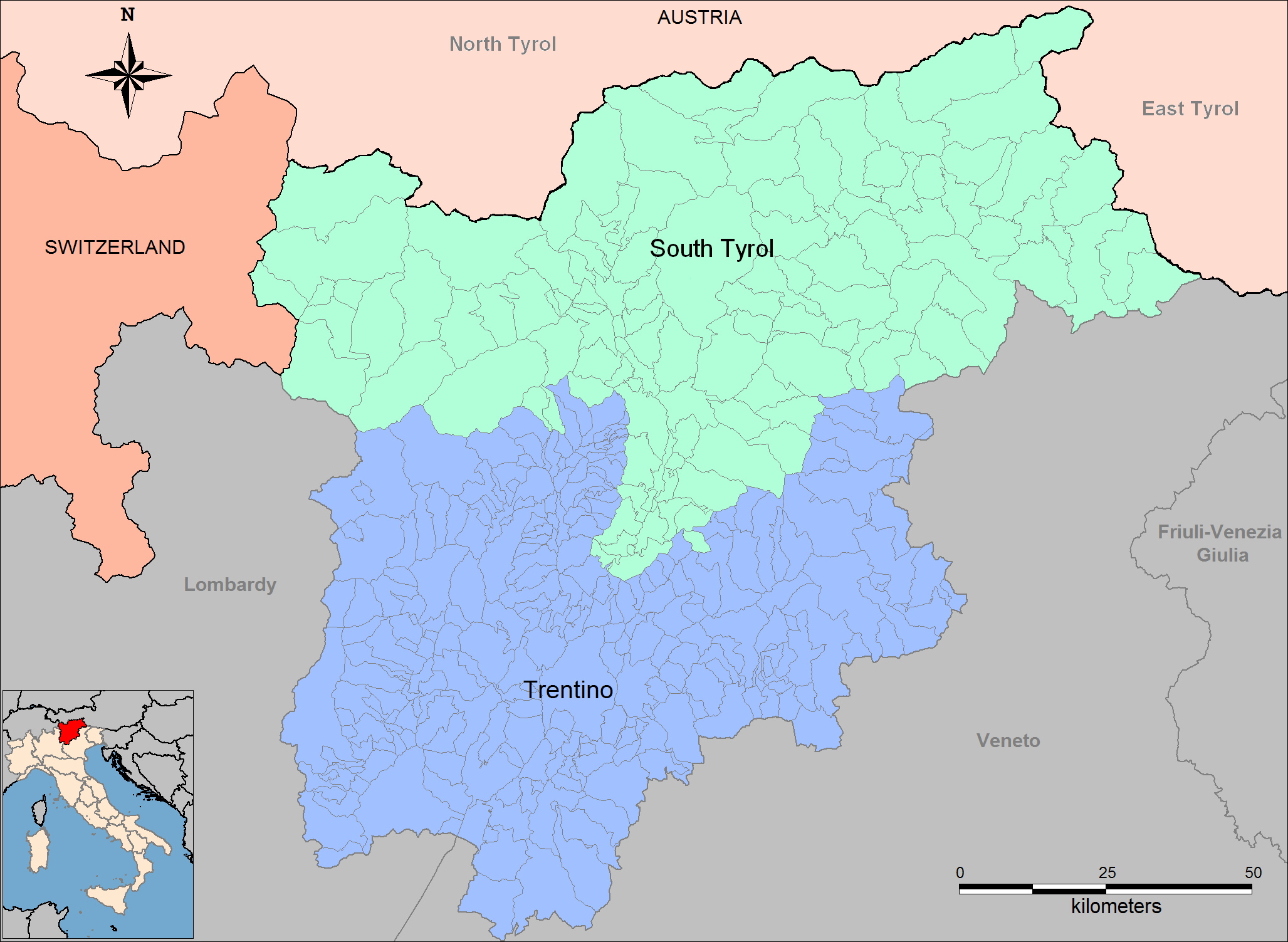
特倫蒂諾-上阿迪傑大區分為兩個省，北部是博爾扎諾-上阿迪傑自治省，南部是特倫托省。
原屬奧匈帝國的奧地利濱海區（7號者），1919年時大部份割讓予意大利。
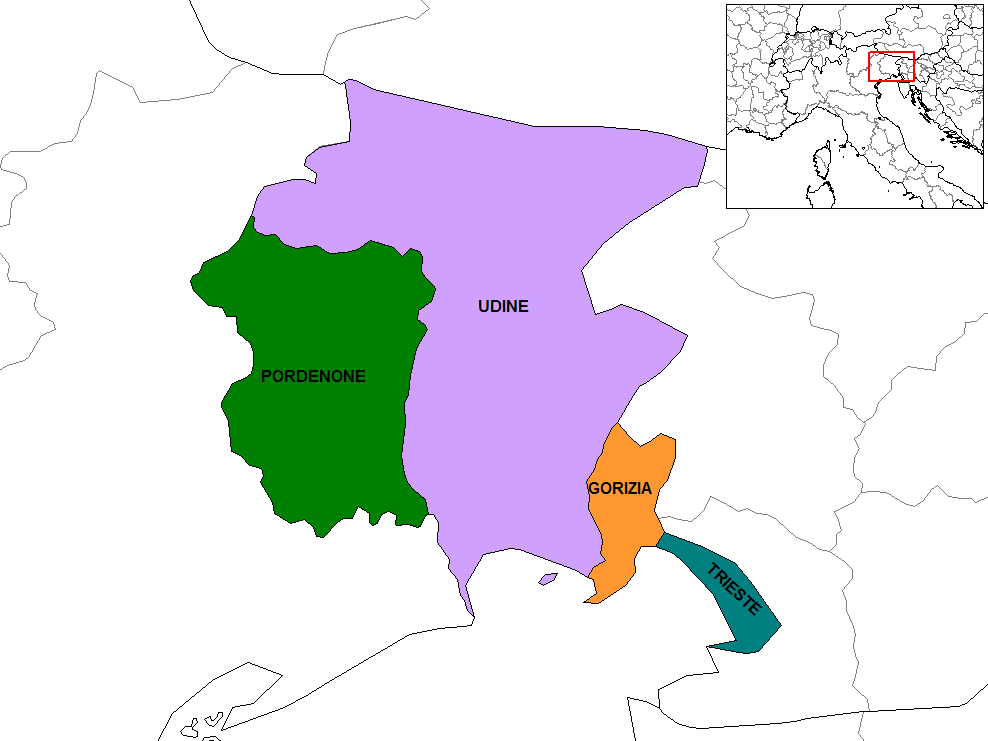
今意大利弗留利-威尼斯朱利亞大區分為四個省份，其中戈里齊亞省和的里雅斯特省原屬於奧地利濱海區。
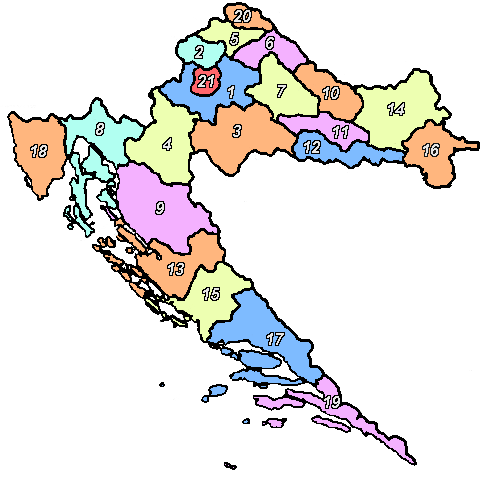
今克罗地亚的伊斯特拉縣（18號者），佔伊斯特拉半島大部份。
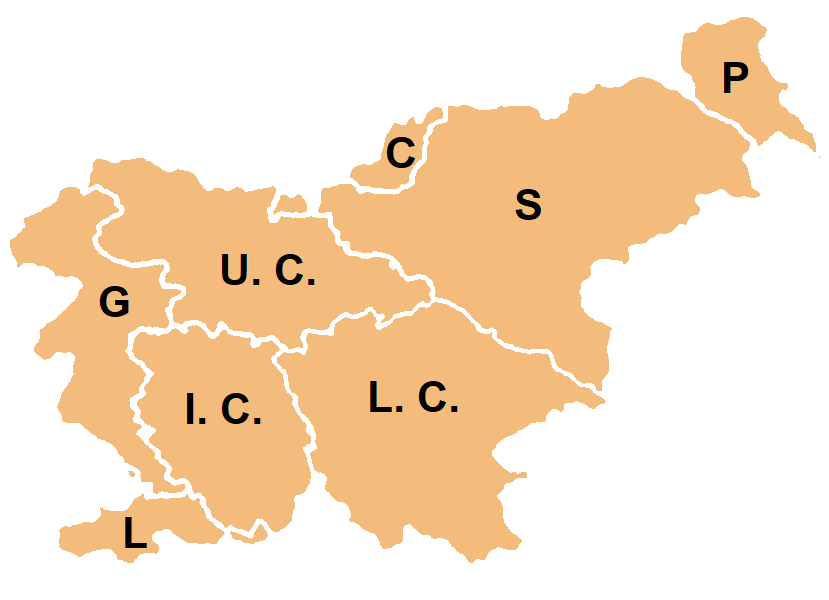
今斯洛文尼亚傳統地區（G.）和（I.）原屬於奧地利濱海區，後者是伊斯特拉半島的餘下小部份。
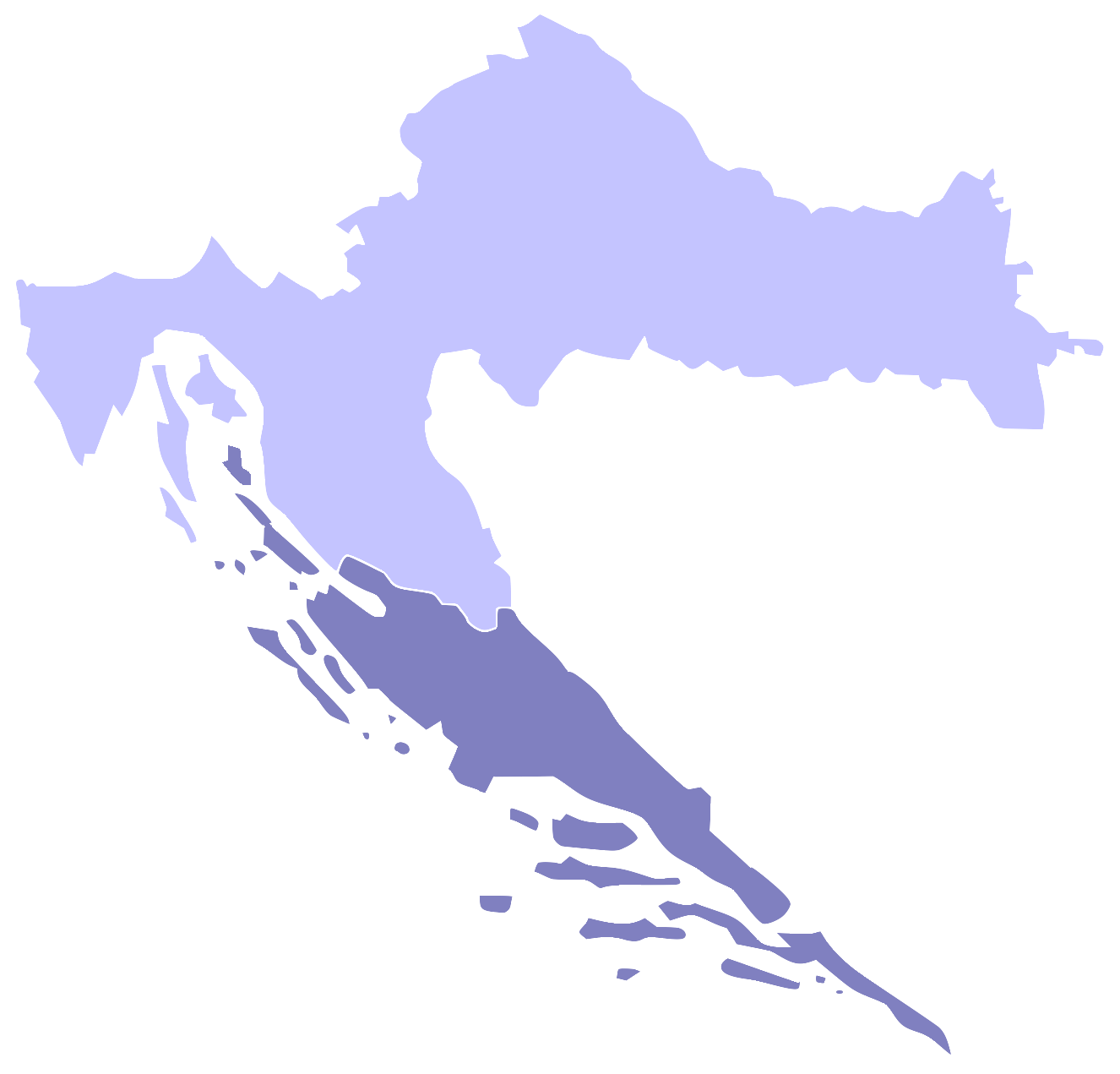
達爾馬提亞全境位於今克羅地亞，1919年意大利僅獲得其一城市扎拉（今扎達爾）

## 参阅
- 大義大利
- 收復故土主義
- 法西斯主義